# Epicephala
Epicephala är ett släkte av fjärilar. Epicephala ingår i familjen styltmalar.

## Bildgalleri

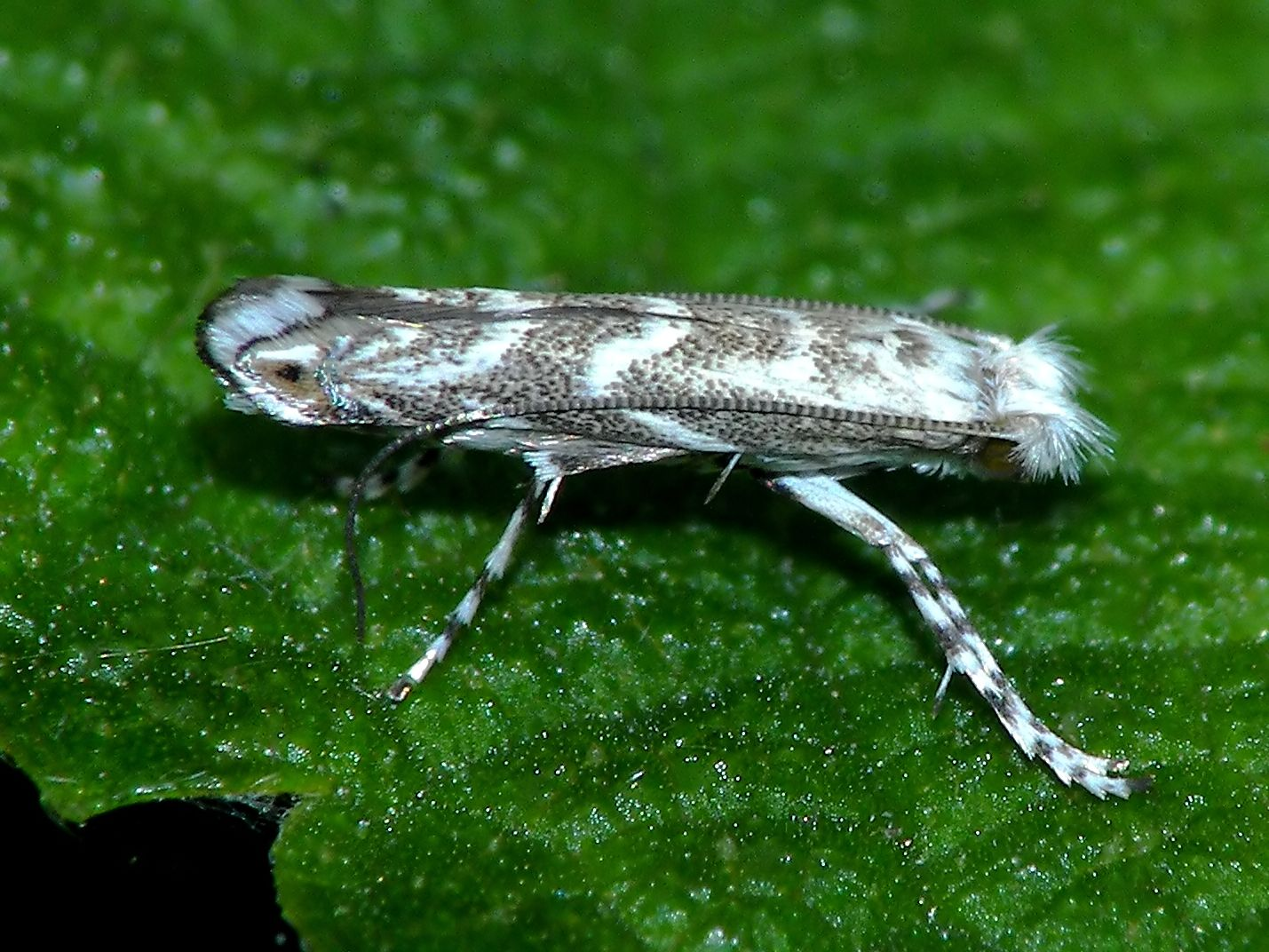

## Dottertaxa tillEpicephala, i alfabetisk ordning[1]
- Epicephala acrobaphes
- Epicephala acrocarpa
- Epicephala albifrons
- Epicephala albistriatella
- Epicephala ancistropis
- Epicephala ancylopa
- Epicephala australis
- Epicephala bathrobaphes
- Epicephala bromias
- Epicephala calasiris
- Epicephala colymbetella
- Epicephala epimicta
- Epicephala euchalina
- Epicephala eugonia
- Epicephala exetastis
- Epicephala flagellata
- Epicephala frenata
- Epicephala haplodoxa
- Epicephala homostola
- Epicephala jansei
- Epicephala lomatographa
- Epicephala nephelodes
- Epicephala orientale
- Epicephala pelopepla
- Epicephala periplecta
- Epicephala pyrrhogastra
- Epicephala relictella
- Epicephala scythropis
- Epicephala sphenitis
- Epicephala spinula
- Epicephala spumosa
- Epicephala squamella
- Epicephala stauropa
- Epicephala strepsiploca
- Epicephala subtilis
- Epicephala tephrostola
- Epicephala trigonophora
- Epicephala venenata
- Epicephala vermiformis
- Epicephala zalosticha